# Sierra de Segura
La sierra de Segura es una sierra que forma parte del sistema Prebético, y se extiende en dirección suroeste-noreste en las provincias de Murcia, Albacete y Jaén (España). Se encuentra entre las sierras de Cazorla, Las Villas (Jaén) Castril, Sagra (Granada) y Sierra de Alcaraz (Albacete). Alcanza su máxima altitud en el pico de Las Banderillas 1993 metros.
Históricamente estuvo configurada por los municipios de la antigua Encomienda de Segura de la Orden de Santiago. El nombre de la sierra viene dado por ser parte de los antiguos términos de la Villa de Segura. Esta antigua villa da nombre también al río Segura. En la Edad Media, los términos de la Villa de Segura abarcaban territorios de las provincias de Albacete, Murcia, Ciudad Real y Granada, junto con Jaén.

## Vegetación
El abrupto relieve del parque hace posible la vida de una enorme variedad de especies, adaptadas a las distintas altitudes, orientación de las laderas, grados de humedad y clases de suelo.
Los pinares son los bosques más habituales en esta sierra. Hasta los 1000-1100 m domina el pino carrasco (Pinus halepensis). A partir de esa altitud toma el relevo el pino resinero (Pinus pinaster), y por encima de los 1300-1400 m se extiende la sabina rastrera (Juniperus sabina) y el pino salgareño (Pinus nigra). Este último se considera el emblema de la sierra, ya que componen los mejores bosques españoles de esta especie. En el parque natural de Cazorla y las Villas está el conjunto de pinos salgareños más longevos de España, con edades estimadas superiores a los 500 años.
El quejigo (Quercus faginea), el melojo (Quercus pyrenaica) y el arce granadino (Acer granatensis) son abundantes en los fondos de valle. En piso inferior se desarrolla el bosque mediterráneo, con encinas (Quercus rotundifolia), madreselvas y madroños (Arbutus unedo).

## Áreas protegidas
- Constituye por sí sola casi el 80 % de la superficie del Parque natural de las Sierras de Cazorla, Segura y Las Villas, que es el área natural protegida más extensa de Andalucía, de España y segundo de Europa.
- La Sierra del Segura norte, en la provincia de Albacete, posee áreas naturales de especial interés como el parque natural de los Calares del Mundo y de la Sima y la Sierra de Alcaraz.